# 权重
权重函数（英語：Weight function）是执行求和、求积或求平均值等时候用来给不同元素施加不同权重的函数。
应用权重函数的结果是加权和或加权平均值。权重函数在统计学和分析学中经常出现，并且与测度的概念密切相关。权重函数可用于离散和连续的设置，构建称为加权微积分或元微积分的微积分系统。
在量測時，因測量值精度的不同，而在平差計算中採取的權重不同；若測量值的精度較高，則平差計算時也應占有較高的「比重」，平差法將它稱為「權」。

## 权的基本公式
求权的基本公式为
{\displaystyle p_{i}={\frac {\mu ^{2}}{m_{i}^{2}}}(i=1,2\ldots )}
式中，{\displaystyle \mu }是任意常数，{\displaystyle m_{i}}是中误差。由此可见，权与中误差平方成反比，即精度越高，权越大。应用上式求一组观测值的权{\displaystyle p_{i}}时，必须采用同一个{\displaystyle \mu }值。
由该定义式，可以看出，当{\displaystyle m_{i}=\mu }时，{\displaystyle p_{i}=1}，所以{\displaystyle \mu }是权等于1的观测值的中误差，通常称权等于1的权为单位权，权为1的观测值为单位权观测值。而{\displaystyle \mu }为单位权观测值的中误差，简称为单位权中误差。
可以写出各观测值的权之间的比例关系：
{\displaystyle p_{1}:p_{2}:\dots :p_{n}={\frac {\mu ^{2}}{m_{1}^{2}}}:{\frac {\mu ^{2}}{m_{2}^{2}}}:\ldots :{\frac {\mu ^{2}}{m_{n}^{2}}}={\frac {1}{m_{1}^{2}}}:{\frac {1}{m_{2}^{2}}}:\ldots :{\frac {1}{m_{n}^{2}}}}
可知，一组观测值的权之比等于他们的中误差平方的倒数之比。不论假设{\displaystyle \mu }取何值，这组权之间的比例关系不变。所以，权反映了观测值之间的相互精度关系。就计算p值来说，不在乎权本身数值的大小，而在于确定他们之间的比例关系。{\displaystyle m_{i}}可以是同一个量的观测中误差，也可以是不同量的观测中误差，即权可以反映同一量的若干个观测值之间的精度高低，也可以反映不同量的观测值之间的精度高低。

## 普通测量中的定权
同精度丈量时，边长的权与边长成反比。
当每公里水准测量的精度相同时，水准路线观测高差的权与路线长度成反比。
当各测站观测高差的精度相同时，水准路线观测高差的权与测站数成反比。
由不同个数的同精度观测值求得得算术平均值，其权与观测值个数成正比。

## 观测值函数的权
设有独立观测值 {\displaystyle L_{1},L_{2},\ldots ,L_{n}}，它们的標準差及权分别为{\displaystyle m_{1},m_{2},\ldots ,m_{n}}和{\displaystyle p_{1},p_{2},\ldots ,p_{n}}。令观测值函数为：
{\displaystyle z=f(L_{1},L_{2}\ldots L_{n})}
由误差传播及定权公式，得
{\displaystyle {\frac {\mu ^{2}}{p_{z}}}=\left({\frac {\partial f}{\partial L_{1}}}\right)^{2}{\frac {\mu ^{2}}{p_{1}}}+\left({\frac {\partial f}{\partial L_{2}}}\right)^{2}{\frac {\mu ^{2}}{p_{1}}}+\ldots +\left({\frac {\partial f}{\partial L_{n}}}\right)^{2}{\frac {\mu ^{2}}{p_{n}}}}
式中{\displaystyle \left({\frac {\partial f}{\partial L_{n}}}\right)}是常量，用{\displaystyle f_{i}}表示，上式约去{\displaystyle \mu ^{2}}后得
{\displaystyle {\frac {1}{p_{z}}}=f_{1}^{2}{\frac {1}{p_{1}}}+f_{2}^{2}{\frac {1}{p_{2}}}+\ldots +f_{n}^{2}{\frac {1}{p_{n}}}=\left[{\frac {ff}{p}}\right]}
这就是独立观测值权倒数与其函数权倒数之间关系的表达式。这个表达式成为权倒数传播律。
广义算术平均值的权，等于观测值权之和。
{\displaystyle p_{x}=[p]}